# Рачунарска наука
Рачунарска наука (или научно рачунање) је брзо растећа мултидисциплинарна област која користи напредне рачунарске могућности да разуме и реши комплексне проблеме. Рачунарска наука спаја три различита елемента:
- Алгоритми (нумерички и не-нумерички) и моделовање и рачунарска симулација развијени да реше проблеме (нпр. биолошке, физичке и социјалне ), инжењеринг и проблеме хуманистичких наука.
- Рачунарство и информатика која развија и оптимизује напредан систем хардвера, софтвера, умрежавање, и компоненте за управљање подацима потребних за решавање захтевних рачунских проблема.
- Рачунска инфраструктура која подржава решавање научних и инжењерских проблема и развој рачунарске и информатичке науке.

У практичној примени, обично је примена рачунарске симулације и других облика обрачуна из нумеричке анализе и теорије компјутерске науке решавање проблема у различитим научним дисциплинама.
Поље се разликује од теорије и лабораторијских експеримента који су традиционални облици науке и инжењерства. Научном рачунарству се приступа да се стекне разумевање, углавном кроз анализу математичких модела спроведених на рачунарима.
Научници и инжењери развијају компјутерске програме, апликативни софтвер, по моделу система који је студирао и покреће ове програме са разним скуповима улазних параметара. У неким случајевима, ови модели захтевају велике количине прорачуна (обично рачун са покретним зарезом) и често се извршава на суперкомпјутерима или дистрибуираним рачунарским платформама.
Нумеричку анализу је важно подупирети техникама које се користе у рачунарској науци.

## Примена рачунарске науке
Проблеми у домену рачунарских наука укључују:

### Нумеричке симулације
Нумеричке симулације имају различите циљеве у зависности од природе задатка који се симулирају:
- Реконструише и разуме познате догађаје (на пример, земљотрес, цунами и друге елементарне непогоде).
- Предвиђа будуће и непосматране ситуације (нпр, време, понашање податомске честице, и исконске експлозије).

### Модел монтаже и анализе података
- Одговарајуће подешени модели или решене једначине за одражава запажања, предмет модела ограничења (нпр геофизичко истраживање нафте, рачунарска лингвистика).
- Користи графичку теорију за модел мрежа, попут оне за повезивање појединаца, организација, сајтова, и биолошких система.

### Рачунарска оптимизација
- Оптимизација познатих сценарија (на пример, техничких и производних процеса, Фронт-енд инжењеринга).
- Машинско учење

## Методе и алгоритми
Алгоритми и математичке методе које се користе у рачунарској науци су разноврсни. Најчешће се примењују методе које укучују:
Програмски језици и системи рачунарске алгебре се обично користе за више математичке аспекте апликација рачунарске науке које укључују R, тк солвер, МАТЛАБ, Mathematica, сцилаб, GNU Octave, Пајтон (програмски језик) са СциПи и ПДЛ. Најинтензивнији рачунски аспекти рачунарске науке користе неку варијанту C или Фортран и оптимизоване алгебарске библиотеке, као што су Блас или лапацк. 
Рачунарска наука апликационих програма модела стварног света често мења услове, као што су времена, проток ваздуха око авиона, аутомбилско тело дисторзије у удесу, кретање звезда у галаксији, експлозивна направа, и тако даље. Такви програми могу створити "логичне мреже" у компјутерској меморији где свака ставка одговара простору и садржи информације о том простору значајне за модел. На пример у временским моделима, свака ставка може бити квадратни километар, надморска висина земљишта, тренутни правац ветра, влажност, температуру, притицак, и тако даље. Програм ће израчунати следеће могуће стање на основу тренутног стања, решавањем једначине која описује како систем ради; и онда поновити процес да израчуна следећи корак.
Термин компјутерски научник се користи да опише неког вештог у научном рачунарству. Та особа је обично научник, инжењер или примењени математичар који примењује рачунарство високих перформанси различитим путевима да унапреди стање уметности у њеним  одговарајућим примењеним дисциплинама у физици, хемији и инжињерству. Научно рачунарство све више је утицало и на другим подручјима укључујући економију, биологију и медицину. 
Рачунарска наука се сада сматра трећим режимом науке, допуњавањем и додавањем у експериментисању/посматрању и теорији. Суштина рачунарске науке је и нумерички алгоритама или рачунарска математика. У ствари, значајан напор у рачунарској науци је посвећен развоју алгоритама, ефикасној имплементацији у програмским језицима, и исправности у рачунарским резултатима. Колекција проблема и решења у рачунарској науци је пронађена у Стебу, Хардију, Хардију и Стопу, 2004. 

## Репродуктивно и отворено истражујуће рачунарство
Сложеност рачунарских метода је претња за репродуктивност претраживања. Џон Кларбут је постао популаран истачући да репродуктивна истраживања и документовања захтевају архивирање свих сирових података и укључујући све кодове који се добијају за добијање резулатата. Ник Барнс, у науци манифестовања кода, предложио је пет принципа који би требало да се примењују када се користи софтвер у научној отвореној јавности  . Томи Копинен је успоставио и дефинисао повезано отворену науку, и дао јој приступ да се повежу научна средства како би се омогућило транспаренто, репродуктивно и трансдисциплинарно истраживање .

## Часописи
Већина научних часописа не прихвата софтверске папире јер опис пазумно зрелог софтвера обично не испуњава критеријуме новина.[уреди] Изван саме рачунарске науке, постоји само неколико новина посвећених научним софтверима. Утврђени часописи као Елсевијерова компјутерска физика комуникације објављује радове који нису отвореног приступа (иако описани софтвери обично јесу). Да попуни ту празнину, нови часопис под називом Отворени истражибачки прорачуни је најављен 2010; затворена је 2012 без објављивања иједног папира, вероватно за недостатака аргумената због претераних захтева квалитета. Нова иницијатива је покренута 2012, часопис отворених истраживања софтвера. У 2015, нови часопис је започео посвећеност репликацији рачунарских резултата на ГитХабу.

## Едукација
Научно рачунање се најчешће студирало кроз примењену математику или рачунарску науку програма, или у стандардној математици, науци или инжињерским програмима. У неким институцијама специјализација у научном израчунавању може да се заради као "мала" у оквиру другог програма (који могу бити на различитим нивоима). Међутим, постоје многи бакаларови и мастерови програми у рачунарској науци. Неке школе такође нуде Докторате у рачунарској науци, рачунарском инжињерству, рачунарској науци и инжињерству или научном рачунању.
Постоје програми у областима као што су рачунарска физика, рачунарска хемија, и тако даље.